# Manāmīn
Manāmīn (persiska: مَنامين, مَنامَن, مَنانُم, مانامون) är en ort i Iran.   Den ligger i provinsen Ardabil, i den nordvästra delen av landet, 300 km nordväst om huvudstaden Teheran. Manāmīn ligger 1 412 meter över havet och antalet invånare är 357.
Terrängen runt Manāmīn är huvudsakligen kuperad, men västerut är den bergig. Runt Manāmīn är det ganska glesbefolkat, med 39 invånare per kvadratkilometer. Närmaste större samhälle är Hashatjīn, 8,3 km norr om Manāmīn. Trakten runt Manāmīn består i huvudsak av gräsmarker.